# Chanegaon, Indi
Chanegaon là một làng thuộc tehsil Indi, huyện Bijapur, bang Karnataka, Ấn Độ.